# مجسم القرآن (مكة)
مجسم القرآن الكريم، هو مجسم يتكون من أعمدة على شكل منارات مسجد، تكسوها بلاطات، وكل بلاطة كتبت عليها صفحة من القرآن الكريم. يقع المجسم في مكة المكرمة، بالمملكة العربية السعودية، ومن المنتظر دخوله موسوعة جينيس كأكبر مجسم للقرآن كاملا في العالم.

## مواصفات المجسم
يتكون مجسم القرآن الكريم من خمسة أعمدة أطولها في المنتصف بطول 32 مترا، ويبلغ عمر المجسم 600 عام، وهو مكسو بالبلاط، وقد كتبت على كل بلاطة منه صفحة من القرآن الكريم، حتى إتمام صفحاته جميعا، وتبلغ مساحة البلاطة الواحدة مترين في مترين.